# Daurāla
Daurāla är en ort i Indien.   Den ligger i distriktet Meerut och delstaten Uttar Pradesh, i den norra delen av landet, 70 km nordost om huvudstaden New Delhi. Daurāla ligger 232 meter över havet och antalet invånare är 10 915.
Terrängen runt Daurāla är mycket platt. Runt Daurāla är det mycket tätbefolkat, med 1 313 invånare per kvadratkilometer. Närmaste större samhälle är Meerut, 14,8 km söder om Daurāla. Trakten runt Daurāla består till största delen av jordbruksmark.